# Theloderma phrynoderma
Theloderma phrynoderma là một loài ếch trong họ Rhacophoridae. Chúng là loài đặc hữu của Myanmar.